# فيدل أمادو بيريث
فيدل أمادو بيريث (بالإسبانية: Fidel Pérez) (19 أكتوبر 1980 في باراغواي - ) هو مدرب كرة قدم ولاعب كرة قدم باراغواياني في مركز الدفاع. لعب مع سيرو بورتينيو وناسيونال أسونسيون ونادي غواراني (نادي كرة قدم).

## وصلات خارجية
- فيدل بيريز على موقع إي إس بي إن إف سي (الإنجليزية)
- فيدل بيريز على موقع قاعدة بيانات كرة القدم.إي يو (الإنجليزية)
- فيدل بيريز على موقع Soccerway.com (الإنجليزية)